# Sydlig sumpkrinum
Sydlig sumpkrinum (Crinum erubescens) är en art i familjen amaryllisväxter från tropiska Amerika. Arten odlas ibland som krukväxt i Sverige.

## Synonymer
Det finns en stor mängd synonymer till det idag accepterade artnamnet; se Wikispecies.